# Bison latifrons
Bison latifrons (лат.) — вымерший вид из рода бизонов семейства полорогих. Жил в Северной Америке в плейстоцене. Вид возник около 240 тысяч лет назад и вымер 13 тысяч лет назад. Считается, что вид произошёл от степного бизона (Bиson priscus), который 250 тысяч лет назад мигрировал из Азии через Берингов перешеек.
Bison latifrons является одним из крупнейших быков, существовавших когда-либо. В холке он достигал 2,5 метра высотой, вес достигал 2000 кг. Рога были длиной 213 см, по сравнению с максимальными 66 см у современного американского бизона.
Череп короткий с очень широким лбом, лобовая поверхность выпуклая в форме трапеции, межроговой гребень не развит. Роговые отростки большой длины, направлены в стороны под углом и немного вниз, затем ориентированы вверх и назад, окончание роговых чехлов загибаются внутрь. Поперечное сечение рогов почти круглое, с продольными бороздками. Лицевой отдел черепа немного укорочен и конусообразно заострён.
Зубной аппарат бизона был приспособлен к смешанному питанию мягкими травянистыми кормами. Животное могло переносить довольно длительные периоды нехватки пищи в зимнее время благодаря жировым запасам. Очевидно, в этот период он, подобно сегодняшним бизонам, был способен добывать корм из-под снега.
В. latifrons, как полагают, жил небольшими семейными группами, пасясь на Великих равнинах и лесных полянах Северной Америки. Большие, толстые рога самцов, как полагают, использовались в качестве визуального сдерживающего фактора для крупных плотоядных, таких как саблезубый кот и короткомордый медведь, а также в соревновании с другими самцами за право спариваться.